# Peñamellera Alta
Peñamellera Alta (em castelhano) ou El Valle Altu de Peñamellera (em asturiano é um concelho (município) da Espanha na província e Principado das Astúrias. Tem 92,19 km² de área e em 2019 tinha 514 habitantes (densidade: 5,6 hab./km²).

## Demografia
| Variação demográfica do município entre 1991 e 2004 | Variação demográfica do município entre 1991 e 2004 | Variação demográfica do município entre 1991 e 2004 | Variação demográfica do município entre 1991 e 2004 |
| --------------------------------------------------- | --------------------------------------------------- | --------------------------------------------------- | --------------------------------------------------- |
| 1991                                                | 1996                                                | 2001                                                | 2004                                                |
| 896                                                 | 783                                                 | 708                                                 | 667                                                 |